# Earthquake
Earthquake е дебютния албум нанемската рок група Electric Sun, издаден през 1979 г.

## Състав
- Ули Джон Рот – китари, вокал
- Уле Ритген – бас
- Клиф Едуардс – барабани